# چرخ‌ریسک گونه‌گون
چرخ‌ریسک گونه‌گون (نام علمی: Poecile varius) نام یک گونه از سرده پوسیل است.